# Rincón del Hilamache
Rincón del Hilamache är ett samhälle i kommunen Luvianos i delstaten Mexiko i Mexiko. Rincón del Hilamache hade 175 invånare vid folkräkningen år 2020.